# Dampierre-en-Graçay
Dampierre-en-Graçay település Franciaországban, Cher megyében. Lakosainak száma 248 fő (2022. január 1.). Dampierre-en-Graçay Genouilly, Massay, Nohant-en-Graçay és Saint-Georges-sur-la-Prée községekkel határos.

## Népesség
A település népességének változása:
| Lakosok száma | 190  | 170  | 271  | 225  | 259  | 260  | 248  | 240  | 240  | 248  |
|               | 1968 | 1982 | 1990 | 2006 | 2013 | 2015 | 2017 | 2019 | 2020 | 2022 |